# Het uitstel
Het uitstel is een Franse stripreeks die begonnen is in maart 1999 met Jean-Pierre Gibrat als schrijver en tekenaar.

## Albums
Alle albums zijn geschreven en getekend door Jean-Pierre Gibrat en uitgegeven door Dupuis in de collectie vrije vlucht.
1. Het uitstel deel 1
2. Het uitstel deel 2